# 4-та зенітна дивізія (Третій Рейх)
4-та зенітна дивізія (нім. 4. FlaK-Division) — зенітна дивізія Вермахту, що діяла протягом Другої світової війни у складі Повітряних сил Третього Рейху.

## Історія з'єднання
4-та зенітна дивізія веде свою історію від сформованого 1 серпня 1938 року командування протиповітряної оборони в Дюссельдорфі (нім. Luftverteidigungskommando Düsseldorf), яке відповідало за протиповітряну оборону міста та Рурської області та Рейнського промислового району, включаючи район Великого Кельна, і очолював усі зенітні підрозділи, розташовані в цьому районі. У березні 1940 року район Великого Кельна був переданий 7-му командуванню ППО. 1 серпня 1939 року назву було змінено на 4-те командування протиповітряної оборони. 1 вересня 1941 року 4-те командування протиповітряної оборони було перейменовано на 4-ту зенітну дивізію. Станом на 31 грудня 1941 року в дивізії було 78 важких, 62 середніх і легких зенітних батарей і 24 прожекторні батареї ППО.
За станом на початок Другої світової війни під командуванням дивізії перебували такі частини:
- 4-й зенітний полк (Дортмунд-Мюнстер)
- 14-й зенітний полк (Кельн-Люденшайд-Дуйсбург-Бонн)
- 24-й зенітний полк (Ізерлон-Менден)
- 44-й зенітний полк (Ессен-Ліппштадт-Дюссельдорф-Купфердре)

## Райони бойових дій
- Німеччина (вересень 1939 — квітень 1945).

## Командування

### Командири
- генерал-лейтенант Гергард Гоффманн (нім. Gerhard Hoffmann) (1 вересня 1941 — 28 лютого 1942);
- генерал-майор, з 1 лютого 1944 генерал-лейтенант Йоганнес Гінц (нім. Johannes Hintz) (5 березня 1942 — 26 лютого 1944);
- генерал-майор Людвіг Шільффарт (нім. Ludwig Schilffarth) (26 лютого — 31 жовтня 1944);
- оберст Макс Гехт (нім. Max Hecht) (5 листопада 1944 — 18 квітня 1945).

### Підпорядкованість
| Час       | Корпус         | Командування/Флот              | Штаб        |
| --------- | -------------- | ------------------------------ | ----------- |
| 1938      |                |                                |             |
| 1 серпня  |                | Люфтгау VI                     | Дюссельдорф |
| 1939      |                |                                |             |
| 1 січня   |                | Люфтгау VI                     | Дюссельдорф |
| 1940      |                |                                |             |
| 1 січня   |                | Люфтгау VI                     | Дюссельдорф |
| 1941      |                |                                |             |
| 1 січня   |                | Люфтгау VI                     | Дюссельдорф |
| 1942      |                |                                |             |
| 1 січня   |                | Люфтгау VI                     | Дюссельдорф |
| 1943      |                |                                |             |
| 1 січня   |                | Люфтгау VI                     | Дюссельдорф |
| 1944      |                |                                |             |
| 1 січня   |                | Люфтгау VI                     | Дюссельдорф |
| 1945      |                |                                |             |
| 1 січня   |                | Люфтгау VI                     | Дюссельдорф |
| 19 лютого | VI корпус ППО  | Командування Люфтваффе «Захід» | Дюссельдорф |
| 2 квітня  | III корпус ППО | Командування Люфтваффе «Захід» | Дюссельдорф |